# 氯酸钾
氯酸鉀由鉀、氯和氧元素組成，化學式為KClO3。它在室溫時是无色晶体或白色粉末，而且是一种强氧化剂，可溶于水和甘油，不溶于醇。其折光率为1.5167。有毒，口服5～10克可致死。

## 制备
- 氯酸钾在工业上属于氯碱工业的产品。通过电解热食盐水得到氯酸钠，然后与氯化钾发生复分解反应。溶解度小的氯酸钾即可沉淀出来。用重结晶的方法加以提纯。此外，工业上也会用热的石灰乳和氯气反应，再和氯化钾复分解，得到氯酸钾[4]。

### 其他制备方法
氯酸钾也能通过将氯气通入热的氢氧化钾溶液的方法来制备：
{\displaystyle {\rm {3Cl_{2(g)}+6KOH_{(aq)}\rightarrow KClO_{3(aq)}+5KCl_{(aq)}+3H_{2}O_{(l)}}}}

## 用途
氯酸鉀是传統火藥的主要成份，這個成分用到現在都未完全被高氯酸鉀取代。
氯酸鹽系的化學物品因為不易潮解，一直受到火藥製造者的歡迎。然而，氯酸鹽与硫、磷等強還原劑會形成不穩定的爆炸性混合物。因此，氯酸鹽系需於特別設計的設備中使用。氯酸鉀与铝粉的混合物在密閉體系中爆燃可以產生特別的音效，因此被用作爆竹中的爆鸣剂。
作為一種強氧化劑，氯酸鉀可以與許多還原劑形成爆炸性混合物，亦被用於調節某些炸藥的氧平衡，籍以改善其性能。在第一次世界大戰時，曾出現以塑化劑(e.g.:聚异丁烯)和氯酸鉀為主要成分的塑性炸藥，並被用於手榴彈內。不少的火藥都以氯酸鉀取代爆炸性較弱的硝酸鉀。

## 化学性质
氯酸钾与催化剂二氧化锰（{\displaystyle {\rm {MnO_{2}}}}）进行混合加热到200℃，可以释放出氧气与氯化钾。这种方法是一种常见的实验室製氧法。
其化學反應為：
{\displaystyle {\rm {\ 2KClO_{3}{\xrightarrow[{\Delta }]{MnO_{2}}}3O_{2}\uparrow +2KCl}}}
氯酸钾在無催化剂的条件下於400℃發生歧化：
{\displaystyle {\rm {4KClO_{3}\rightarrow 3KClO_{4}+KCl}}}
在酸性溶液中，氯酸盐会被Cl-还原为二氧化氯。氯酸盐也能在酸性条件下和Br-、I-反应，得到相应的单质Br2和I2。

## 潜在危險

氯酸钾和白糖混合后点燃

由於氯酸鉀與硫、磷、碳等还原性物质混合後，经摩擦或撞击後就会发生燃烧或爆燃，甚至有自發反應的可能性，所以需小心處理，含氯酸鉀的火藥就要避免和硫磺接觸，否則會出現猛烈爆燃。
氯酸钾能使血红蛋白变性并分解，误食会引起急性中毒，致死量为10g。